# Egernia
Egernia – rodzaj jaszczurek z podrodziny Egerniinae w rodzinie scynkowatych (Scincidae).

## Zasięg występowania
Rodzaj obejmuje gatunki występujące w Australii.  

## Systematyka

### Etymologia
Egernia: J.E. Gray nie wyjaśnił etymologii nazwy rodzajowej.

### Podział systematyczny
Do rodzaju należą następujące gatunki: 
- Egernia cunninghami (Gray, 1832)
- Egernia cygnitos Doughty, Kealley & Donnellan, 2011
- Egernia depressa (Günther, 1875)
- Egernia douglasi Glauert, 1956
- Egernia eos Doughty, Kealley & Donnellan, 2011
- Egernia epsisolus Doughty, Kealley & Donnellan, 2011
- Egernia formosa Fry, 1914
- Egernia hosmeri Kinghorn, 1955
- Egernia kingii (Gray, 1838)
- Egernia mcpheei Wells & Wellington, 1984
- Egernia napoleonis (Gray, 1839)
- Egernia pilbarensis Storr, 1978
- Egernia richardi (Peters, 1869)
- Egernia roomi (Wells & Wellington, 1985)
- Egernia rugosa De Vis, 1888
- Egernia saxatilis Cogger, 1960
- Egernia stokesii (Gray, 1845)
- Egernia striolata (Peters, 1870)